# Океанник сіроспинний
Океанник сіроспинний (Garrodia nereis) — вид морських буревісникоподібних птахів родини качуркових (Hydrobatidae).

## Поширення
Океанник сіроспинний поширений у субантарктичних морях. Гніздиться на дрібних островах від Фолклендських островів на південному заході Атлантичного океану на схід до островів Чатем (Нова Зеландія). На зимівлю птахи відлітають ближче до континентів, спостерігаються біля крайнього південного узбережжя Аргентини та південного сходу Австралії і Тасманії.

## Опис
Дрібний птах завдовжки 16-19 см. Розмах крил до 39 см. Вага тіла 21-44 г. Голова і верхня частина тіла чорні, спина сіра. Горло і груди також темні. Черево біле. Дзьоб і ноги чорні. Хвіст порівняно короткий і під час польоту ноги трохи виступають за кінчик хвоста.

## Спосіб життя
Живе та харчується у морі. На суші трапляється лише вночі. Живиться ракоподібними, дрібними кальмарами та рибою. Гніздиться колоніями на дрібних скелястих островах. Гніздування з грудня по лютий. Гніздо облаштовує у тріщинах скель або норах. У гнізді одне біле з коричневими цятками яйце. Інкубація триває близько 45 днів. Молодь годують обоє батьки, які проводять день у морі, а вночі повертаються до гнізда.